# Cine de vampiros en Italia
El Cine de vampiros en Italia comienza tomando el testigo de las producciones estadounidenses de las décadas previas, en 1956 con I vampiri (“Los vampiros'”) (1956), dirigida por Riccardo Freda, y protagonizada por su esposa Gianna Maria Canale. Era una película típicamente gótica del vampirismo, anticipándose a las producciones británicas de la Hammer Films. La historia transcurre en París, donde aparecen varias jóvenes desangradas y comienzan a surgir rumores sobre la presencia de vampiros. Un periodista investiga los casos y llega hasta el castillo de la duquesa Marguerite Du Grand, que vive con su sobrina Giselle. El periodista descubre que los asesinatos se deben a los planes criminales de la duquesa, que usa la sangre de las víctimas para mantenerse joven, gracias a los experimentos científicos de un primo suyo. La historia está inspirada en el relato La buena Lady Ducayne (1896) de Mary Elizabeth Braddon, a su vez inspirada por la historia del personaje histórico de la condesa Báthory.
A raíz de esta película se inicia un fenómeno de proliferación del género vampírico semejante al ocurrido en México, incluyendo comedias de baja calidad como la temprana Tempi duri per i vampiri (“Agárrame ese vampiro”) (1959), una coproducción Francia-Italia dirigida por Steno, que dio lugar a una comedia burda sólo destacable por la aparición de Christopher Lee.

## La década de 1960
La década de 1960 constituye el principal período de esplendor del cine neogótico y de terror italiano, coincidiendo con el esplendor de Hammer Films en Inglaterra, American International Pictures en Estados Unidos y el cine gótico-azteca de México. Riccardo Freda y Mario Bava marcaron las pautas, aunque también es necesario tener en cuenta la influencia de las películas de la productora Hammer.
L´amante del vampiro (“La amante del vampiro”) (1960), dirigida por Renato Polselli, es un buen ejemplo del cine neogótico italiano, con intenciones eróticas y exuberantes danzas femeninas, donde se cuenta la historia de una joven mordida por un ser monstruoso que se alimenta de sangre, y que a su vez es servidor de la condesa Alda.
L´ultima preda del vampiro (“La última presa del vampiro”) (1960) de Piero Regnoli cuenta la historia de una compañía de bailarinas que viaja en un autobús que se pierde en la noche y acaba recalando en el castillo del conde Kernassy, un vampiro que comenzará a atacar a los jóvenes.
Mario Bava, quien aportó la fotografía de I vampiri, continuaría profundizando en el género del terror gótico, y se convertirá en el principal director del género en Italia con películas como La maschera del demonio (La máscara del demonio) (1960), donde cuenta la historia de una bruja quemada en la hoguera durante la Edad Media y que resucita siglos más tarde como Katia (interpretada por Barbara Steele), si bien los elementos vampíricos tradicionales se solapan con la brujería. La escena del envejecimiento de la bruja se rodó en un solo plano, con un maquillaje que parece de diferentes colores por una sucesión paulatina de focos también de distintos colores. Mario Bava también dirigió ese mismo año El Viyi, una adaptación cinematográfica del relato homónimo (1835) de Nikolái Gógol, una película con elementos más vampíricos.
En Ercole al centro della Terra (“Hércules en el centro de la Tierra”) (1961), también dirigida por Mario Bava, el cine italiano mezcla el género de vampiros con el cine peplum mitológico y de aventuras de la época. Hércules recorre un Hades lleno de criaturas bebedoras de sangre y se enfrenta a un malvado interpretado por Christopher Lee, que acababa de conseguir un enorme éxito con su interpretación de Drácula en el cine británico. Esta mezcla de géneros continuaría con Maciste contro il vampiro (“Puños de hierro”) (1961), dirigida por Giacomo Gentilomo, en la que el legendario héroe Maciste se enfrenta a un tirano vampiro que gobierna un imperio subterráneo alimentándose con la sangre de bellas esclavas.
La strage dei vampiri (“La masacre de los vampiros”) (1962) de Roberto Mauri, un vampiro (interpretado por Dieter Eppler), tras despertar de su sueño seduce a la esposa del matrimonio que ha adquirido su castillo en una historia decadente y romántica, con fotografía de Ugo Brunelli.
Además de historias de asesinos, fantasmas y otras historias de terror, Mario Bava regresa al género vampírico con I tre volti della paura (“Las tres caras del miedo”) (1963), que constituiría un éxito comercial, y en el que utiliza al actor Boris Karloff como narrador de tres historias de terror. La segunda historia El wurdalak está basado en el relato La familia del vurdalak de Alexei Tolstoi. Boris Karloff interpreta al viejo Gorca, que vuelve para atormenta a su familia tras haberse enfrentado a un terrible bandido turco.
La cripta e l´incubo (“La maldición de los Karnstein”) (1963), una coproducción España-Italia dirigida por Camillo Mastrocinque, es una versión libre del relato Carmilla de Sheridan le Fanu. Christopher Lee interpreta al Conde Karnstein, un conde angustiado por el vampirismo de su hija.
L´ultimo uomo della Terra (“El último hombre en la Tierra”) (1963), una coproducción Estados Unidos-Italia dirigida por Ubaldo Ragona y Sidney Salkow constituye la primera versión cinematográfica del relato Soy Leyenda de Richard Matheson. Destaca el papel protagonista de Vincent Price en una atmósfera opresiva provocada por la presencia de unos zombis con sed de sangre.
Danza macabra (1964), una coproducción Francia-Italia dirigida por Antonio Margheriti muestra una historia ambientada en un castillo encantado en la que un reportero acepta la apuesta de pernoctar en la fortaleza durante la Noche de Difuntos. El director realizaría un remake en color en 1971 bajo el título Nella stretta morsa del ragno (“La horrible noche del baile de los muertos”).
En 1965 Mario Bava dirige Terrore nello spazio (“Terror en el espacio”) (1965), en la que mezcla el género de vampiros con la ciencia ficción y la space opera. Aunque en Estados Unidos se estrenó con el título de Planet of the vampires, lo cierto es que los monstruos de la película no son vampiros tradicionales sino vampiros psíquicos de origen extraterrestre que se apoderan de cuerpos humanos.

## Las últimas producciones
Como ocurre con otras producciones europeas, en la década de 1970 el cine neogótico italiano comienza a dar señales de cansancio, por lo que introduce nuevas aportaciones en sus películas, con conceptos más atrevidos, si bien la presencia de los vampiros en el cine de terror de Italia se espaciará cada vez más, aunque todavía dejará algunas producciones notables.
La notte dei diavoli (“La noche de los diablos”) (1971), una coproducción España-Italia dirigida por Giorgio Ferroni, es otra película basada en “La familia del vurdalak” de Alexei Tolstoi. En esta ocasión el vampiro Gorca es interpretado por Bill Vanders. Un viajero ingresado en un hospital relata su enfrentamiento con una familia de vampiros.
Dracula cerca sangue di vergine e…morì di sete!!! (“Sangre para Drácula o Drácula de Andy Warhol”) (1974), una coproducción de Estados Unidos-Francia-Italia dirigida por Antonio Margheriti y Paul Morrissey, introduce una historia de humor macabro protagonizada por el conde Drácula (interpretado por Udo Kier), un vampiro que sufre terriblemente al no encontrar sangre de virgen y vomitar la sangre impura. Sangre para Drácula es una rareza cuyos efectos especiales contaron con la participación del maestro Carlo Rambaldi y también trata sobre la confrontación maniquea entre el Conde Drácula y un jardinero comunista interpretado por Joe Dallesandro. 
Basándose libremente en el clásico alemán Nosferatu (1922) el director Augusto Caminito rodaría Nosferatu a Venezia (“Nosferatu, príncipe de las tinieblas”) (1979), protagonizada por Klaus Kinski, dando lugar a una complicada película de argumento absurdo e inconsistente.
Il bacio de Dracula (“Drácula”) (2002) es una reciente coproducción Alemania-Italia para televisión, dirigida por Roger Young. Se trata de una adaptación de la novela de Bram Stoker, aunque ambientada en la actualidad. El conde transilvano fue interpretado por Patrick Bergin, que aparece con un aspecto envejecido que rejuvenece tras consumir sangre. La película constituye una versión correcta y discreta en el género.